# 裴謀之
裴谋之（?—?），字士令，北齐官员，河东郡闻喜县（今山西省运城市闻喜县）人，出自河东裴氏定著五房之一的西眷裴。
裴莊伯是裴佗的第四子，裴让之、裴诹之、裴谳之的弟弟。裴谋之年轻时有风格，以风雅受士人称誉。邢邵经常称呼他“我裴四”。齐武成帝高湛为开府时，辟裴谋之为开府参军，掌书记。弟弟裴訥之的儿子裴矩。